# They're Coming to Take Me Away, Ha-Haaa!
They're Coming to Take Me Away, Ha-Haaa! è un singolo novelty di Napoleon XIV inciso nel 1966.

## Tracce
1. They're Coming to Take Me Away Ha Haa! – 2:06
2. !aaaH-aH ,yawA eM ekaT ot gnimoC er'yehT – 2:06

## Descrizione
Incisa nel 1966 e pubblicata dalla Warner Bros. Records, la bizzarra descrizione della mentalità malata dell'uomo giunse al 3º posto nella Billboard Hot 100 in quell'estate.
Comunque, era molto controversa all'epoca. Alcune persone protestarono per la beffa verso la mentalità malata, altre invece protestarono per il paragone a un "rognoso meticcio" verso la moglie di Napoleon XIV, ma in realtà la canzone parlava di un cane che era fuggito da lui. Però la canzone venne bandita in molte stazioni radio.
Nel lato B del disco è incisa la stessa canzone, ma registrata al contrario, infatti è stata intitolata !aaH aH yawA eM ekaT ot gnimoC er'yehT. Quest'ultima canzone raramente apparì nelle compilation perché, secondo a quanto aveva scritto il critico musicale Dave Marsh nel suo libro Book of Rock Lists, !aaaH-aH ,yawA eM ekaT ot gnimoC er 'yehT era "la canzone più odiosa mai apparsa in un jukebox".
La canzone They're Coming to Take Me Away, Ha-Haaa! apparve anche nella compilation Napoleon Complex?.
Dopo il successo della canzone originale, Jerry Samuels scrisse e incise due seguiti, intitolati "I'm Happy They Took You Away Ha Haa!" (che parla del punto di vista della moglie squilibrata del cantante) e "They're Coming to Get Me Again Ha Haa!" (che parla del ritorno alla pazzia del cantante dopo la pubblicazione dal manicomio). La canzone "I'm Happy They Took You Away Ha Haa!" è cantata da una cantante donna chiamata Josephine XV e tutte e due le canzoni sono incise nell'album The Second Coming.

## Struttura della canzone
Il cantante parla a ritmo dei tamburelli di sottofondo e si sente il suono di una sirena d'ambulanza durante il ritornello.
Il glissando vocale presente nel ritornello, realizzata grazie alla manipolazione dei nastri di registrazione (tecnica usata anche dagli Alvin and the Chipmunks e dai Barnes & Barnes nella canzone Fish Heads) vuole rappresentare, secondo Samuels, che il cantante sta precipitando nella pazzia.
Presuribilmente questa canzone è ispirata dalla canzone scozzese The Campbells Are Coming.

## Cover
- Lo stesso Napoleon XIV fece due cover della sua canzone: la prima, They're Coming to Get Me Again Ha Haa!, è un sequel della canzone precedente, mentre la seconda, The Place Where the Nuts Hunt the Squirrels, è una canzone con un testo completamente diverso, ma con la stessa tecnica.
- Una cantante conosciuta come Josephine XV cantò una canzone di risposta, scritta proprio da Jerry Samuels, intitolata I'm Happy They Took You Away Ha Haa!.
- La one man band Neuroticfish fece una reinterpretazione del brano remixandolo sotto forma di musica synthpop nell'album Gelb nel 2005.
- La band italiana I Balordi fece, nello stesso anno, una cover in italiano intitolata Vengono a portarci via ah! aah!.
- Un cantante olandese noto con lo pseudonimo di Floris VI (il cui nome era Dick Rienstra) fece, nello stesso anno, una reinterpretazione in olandese intitolata Ze Nemen Me Eindelijk Mee, Ha Haa!. Esiste anche un'altra versione fatta da un altro cantante olandese conosciuto con lo pseudonimo di Hugo de Groot.
- Un'altra canzone di risposta di Josephine XV era They Took You Away, I'm Glad, I'm Glad, il quale fu pubblicata come singolo (nel lato B del disco c'era la stessa canzone ma cantata da "Joseph"). La versione più conosciuta di questa canzone, però, è quella dei Teddy & Darrel.
- Venne fatta una reinterpretazione dalla band Lard nell'album The Last Temptation of Reid del 1990.
- Un cantante tedesco conosciuto con lo pseudonim di Malepartus II fece, nello stesso anno, una reinterpretazione tedesca intitolata Ich glaab', die hole mich ab, ah aah!.
- Un'altra canzone di risposta venne fatta da una cantante conosciuta come Josephine XIII, intitolata Down on the Funny Farm, oy vey.
- Un cantante conosciuto con lo pseudonimo di The Emperor (il cui vero nome era Bob Hudson) ne fece una parodia intitolata I'm Normal.
- Un cantante spagnolo conosciuto con lo pseudonimo di Napoleon Puppy fece, nello stesso anno, una reinterpretazione in spagnolo intitolata Ellos me quieren lievar, ah aah!.
- Un cantante conosciuto con lo pseudonimo di Henry the IX ne fece una reinterpretazione intitolara Don't Take Me Back, Oh-nooo!.
- Vennero fatte delle reinterpretazioni anche da Kim Fowley, Rose Brooks, Mad Dog Society, Inhuman Orchestra e Snopek & the Unexploded Bomb.
- Nel 1998 Amanda Lear ha inciso la reinterpretazione del brano inclusa come inedito nella sua compilation "Made of Blood & Honey".